# 가와바촌
가와바촌(일본어: 川場村)은 일본 군마현에 있는 도네군의 촌이다.

## 지리
군마현 북동부에 위치하고 약간의 산지이다. 면적의 83%가 숲으로 덮여 있고 다시로강, 사쿠라강, 다자와강, 우스네강, 미조마타강 등 5개 강이 흐른다. 가와바는 "강변"을 의미하며 많은 강이 흐르는 데에서 유래하였다. 기후는 시원하고 연평균 기온은 11.0℃이며 연 강설량은 2~3m이다.

## 역사
- 1889년 4월 1일 - 정촌제 시행과 함께 도네군에 가와바촌이 탄생해 현재에 이른다.

## 인구
| 연도 | 인구  | ±%     |
| ---- | ----- | ------ |
| 1920 | 3,958 | —      |
| 1930 | 4,316 | +9.0%  |
| 1940 | 4,552 | +5.5%  |
| 1950 | 5,349 | +17.5% |
| 1960 | 5,046 | −5.7%  |
| 1970 | 4,109 | −18.6% |
| 1980 | 3,905 | −5.0%  |
| 1990 | 4,082 | +4.5%  |
| 2000 | 4,139 | +1.4%  |
| 2010 | 3,906 | −5.6%  |